# James Monroe Iglehart
James Monroe Iglehart (nacido el 4 de septiembre de 1974) es un actor estadounidense, además de escritor de cómics. Es mejor conocido por su actuación ganadora del premio Tony como el Genio en la producción original de Broadway de Aladdín. Iglehart asumió el papel de Marqués de La Fayette / Thomas Jefferson en la compañía de Broadway de Hamilton en abril de 2017. Él originó el papel del Rey Arturo en el revival de Spamalot en Broadway en 2023. Se le puede escuchar como el superproductor Steve Jones en As The Curtain Rises, la primera telenovela en podcast original de Broadway. Más recientemente, Iglehart se unió al elenco de la serie web animada Helluva Boss, como el Señor Demonio de la Lujuria Asmodeus / Ozzie y el Hellhound guardaespaldas Vortex, y a Hazbin Hotel, como Zestial, además de haber escrito para Marvel Comics, principalmente one-shots protagonizados por Spider-Man.

## Primeros años
Iglehart nació en Hayward, California el 4 de septiembre de 1974.

## Carrera
Iglehart asistió a Cal State Hayward y comenzó su carrera en California, actuando en Bat Boy en TheatreWorks en Palo Alto y como Teen Angel en Grease en el American Musical Theatre en San José.
En 2005 dirigió Bat Boy: The Musical en el Ray of Light Theatre. Ha interpretado a Mitch Mahoney en el 25.º Concurso Anual de Spelling Bee del Condado de Putnam en Broadway como reemplazo a partir de abril de 2007. Originó el papel de Bobby en Memphis en Broadway en octubre de 2009.
Iglehart interpretó el papel del Genio en Aladdín en Broadway, actuación por la que ganó en 2014 el Premio Tony al mejor actor de reparto en un musical y el Premio Drama Desk al Mejor Actor Destacado en un Musical por este papel. Cuando se le preguntó sobre el papel, dijo: "No es tan agotador como crees. Soy un tipo enérgico en general, así que básicamente soy yo con el volumen subido". Iglehart dejó la compañía de Aladdín en febrero de 2017 para comenzar los ensayos en el papel de Marqués de Lafayette / Thomas Jefferson en la compañía de Broadway de Hamilton. También actuó en Freestyle Love Supreme en Broadway.
Iglehart protagonizó cuatro episodios de Unbreakable Kimmy Schmidt como Coriolanus Burt, el rival del protagonista masculino Titus Andromedon.
Iglehart da voz a Vortex y Asmodeus en Helluva Boss, Lance Strongbow en Tangled: The Series, Captain James Hook en Cheshire Crossing de Andy Weir, Bronzino en Elena of Avalor, Oscar en Vampirina y Taurus Bulba en DuckTales.
En enero de 2022, Iglehart asumió el papel de Billy Flynn en Chicago. En octubre de 2023, Iglehart asumió el papel principal de A Wonderful World, A New Musical About the Life and Loves of Louis Armstrong en sus compromisos previos a Broadway en Nueva Orleans y Chicago, haciéndose eco del viaje musical de Armstrong.

## Vida personal
Se crio en Hayward, California, con su hermano. Su madre es ex profesora de coro de secundaria. Su padre James Iglehart es un exjugador y actor de béisbol de ligas menores. Conoció a su esposa Dawn en el coro de Mt. Eden High School y se casaron en 2002.

## Filmografía

### Películas
| Año  | Título                    | Papel                    | Notas                |
| ---- | ------------------------- | ------------------------ | -------------------- |
| 2011 | Memphis the Musical       | Bobby                    |                      |
| 2011 | We Are the Hartmans       | Eustace                  |                      |
| 2015 | Broadway Draft 2015       | Presentador              | Cortometraje         |
| 2016 | Landed                    | TSA Agent                | Cortometraje         |
| 2016 | Tom and Jerry: Back to Oz | Calvin Carney, Jitterbug | Voz, directo a video |
| 2017 | Three Christs             | Benny                    |                      |
| 2022 | Disenchanted              | Empresario cansado       | Cameo                |
| 2023 | Wish                      | John el oso              | Voz, sin acreditar   |

### Televisión
| Año           | Título                                        | Papel                                                                         | Notas                                                     |
| ------------- | --------------------------------------------- | ----------------------------------------------------------------------------- | --------------------------------------------------------- |
| 2010          | The Good Wife                                 | Geo                                                                           | Episodio: "Doubt"                                         |
| 2012          | Great Performances                            | Bobby                                                                         | Episodio: "Memphis"                                       |
| 2012          | Submissions Only                              | Wilson Jones                                                                  | Episodio: "Woof!"                                         |
| 2012          | Smash                                         | Asistente                                                                     | Episode: "Hell on Earth"                                  |
| 2015          | Gotham                                        | Ringmaster                                                                    | Episodio: "The Blind Fortune Teller"                      |
| 2015–2019     | Unbreakable Kimmy Schmidt                     | Coriolanus Burt                                                               | 4 episodios                                               |
| 2016–2018     | Nature Cat                                    | Michael Bluejay                                                               | Voz, 4 episodios                                          |
| 2017          | Law & Order: Special Victims Unit             | Shawn Tompkins                                                                | Episodio: "Intent"                                        |
| 2017–2020     | Tangled                                       | Lance Strongbow                                                               | Voz, 38 episodios                                         |
| 2018          | Cady Did                                      | Orrin Hackett                                                                 |                                                           |
| 2018          | Elementary                                    | Detective Mason                                                               | Episodio: "Pushing Buttons"                               |
| 2018          | Maniac                                        | Carl                                                                          | Miniserie, 8 episodios                                    |
| 2018–2019     | Our Cartoon President                         | Voces de créditos finales, Vocalista de créditos finales, Cantantes de góspel | Voz, 12 episodios                                         |
| 2019          | At Home with Amy Sedaris                      | Darius Von Hassock                                                            | Episodio: "Makeover"                                      |
| 2019          | Anthem: Homunculus                            | Ronnie Castro                                                                 | Episodio: "The End of Love"                               |
| 2019          | Hazbin Hotel                                  | Bar Patron                                                                    | Voz, episodio: "Pilot"                                    |
| 2020          | Perfect Harmony                               | Keith                                                                         | Episodio: "Regionals"                                     |
| 2020          | Elena de Ávalor                               | Bronzino                                                                      | Voz, 2 episodios                                          |
| 2020          | The Disney Family Singalong                   | Él mismo                                                                      | Especial de televisión                                    |
| 2020          | Vampirina                                     | Oscar                                                                         | Voz, episodio: "Bust Friends"                             |
| 2020          | Patoaventuras                                 | Taurus Bulba                                                                  | Voz, episodio: "Let's Get Dangerous!"                     |
| 2020          | Biggest Little Christmas Showdown             | Host                                                                          |                                                           |
| 2021–presente | Helluva Boss                                  | Vortex, Asmodeus                                                              | Voz, 5 episodios                                          |
| 2022          | The Not-Too-Late Show with Elmo: Game Edition | Él mismo                                                                      | Episodio: "Isaiah Russell-Bailey & James Monroe Iglehart" |
| 2022          | La maravillosa señora Maisel                  | Charlie                                                                       | 3 episodios                                               |
| 2022          | Girls5eva                                     | Nathan Reasel                                                                 | Episodio: "Album Mode"                                    |
| 2022          | Santiago de los mares                         | Martín                                                                        | Voz, episodio: "Fincernera"                               |
| 2022          | Alice's Wonderland Bakery                     | Oliver the Onion                                                              | Voz, episodio: "A Special Blend"                          |
| 2022          | Bubble Guppies                                | Cyclops                                                                       | Voz, episodio: "Bubble Medics to the Rescue!"             |
| 2022          | ¡Pistas de Blue y tú!                         | Jack O' Lantern                                                               | Voz, episodio: "The Legend of the Jack O' Lantern"        |
| 2023          | SuperKitties                                  | Mr. Puppypaws                                                                 | Voz, recurrente                                           |
| 2023          | Kiff                                          | Martin Chatterley                                                             | Voz, 4 episodios                                          |
| 2024          | Hazbin Hotel                                  | Zestial                                                                       | Voz, recurrente                                           |

### Videojuegos
| Año  | Título                    | Papel             | Notas  |
| ---- | ------------------------- | ----------------- | ------ |
| 2003 | Virtua Cop 3              | Inspector jefe    | [ 19 ] |
| 2003 | Silent Line: Armored Core | Voces adicionales |        |

## Créditos en teatro
| Año       | Producción                                 | Papel                                    | Teatro                        | Categoría         |
| --------- | ------------------------------------------ | ---------------------------------------- | ----------------------------- | ----------------- |
| 2006      | The 25th Annual Putnam County Spelling Bee | Mitch Mahoney                            | Wilbur Theatre                | Regional          |
| 2007–2008 | The 25th Annual Putnam County Spelling Bee | Mitch Mahoney                            | Circle in the Square Theatre  | Broadway          |
| 2009      | The Wiz                                    | El León                                  | New York City Center Encores! | Off-Broadway      |
| 2009–2011 | Memphis                                    | Bobby                                    | Teatro Shubert                | Broadway          |
| 2011      | Aladdín                                    | The Genie                                | 5th Avenue Theatre            | Regional          |
| 2013–2014 | Aladdín                                    | The Genie                                | Ed Mirvish Theatre            | Regional          |
| 2014–2017 | Aladdín                                    | The Genie                                | Teatro New Amsterdam          | Broadway          |
| 2017–2019 | Hamilton                                   | Marquis de Lafayette / Thomas Jefferson  | Richard Rodgers Theatre       | Broadway          |
| 2019      | Hercules                                   | Phil                                     | Delacorte Theater             | Central Park      |
| 2019-2020 | Hamilton                                   | Marqués de La Fayette / Thomas Jefferson | Richard Rodgers Theatre       | Broadway          |
| 2020      | The Nightmare Before Christmas in Concert  | Oogie Boogie                             | -                             | Concierto virtual |
| 2021      | Hamilton                                   | Marqués de La Fayette / Thomas Jefferson | Richard Rodgers Theatre       | Broadway          |
| 2022      | Chicago                                    | Billy Flynn                              | Teatro Ambassador             | Broadway          |
| 2022      | Guys and Dolls                             | Nathan Detroit                           | Kennedy Center                | Regional          |
| 2023      | Hercules                                   | Phil                                     | Paper Mill Playhouse          | Regional          |
| 2023      | Spamalot                                   | Rey Arturo                               | Kennedy Center                | Regional          |
| 2023      | A Wonderful World                          | Louis Armstrong                          | Saenger Theatre               | Regional          |
| 2023      | A Wonderful World                          | Louis Armstrong                          | Cadillac Palace Theatre       | Regional          |
| 2023      | Gutenberg! The Musical!                    | El Productor (una noche)                 | James Earl Jones Theatre      | Broadway          |
| 2023-2024 | Spamalot                                   | Rey Arturo                               | Teatro Saint James            | Broadway          |